# Distretto di Mersing
Ildistretto di Mersing è un distretto della Malaysia, fa parte dello stato dello Johor e il suo capoluogo è la città di Mersing.